# 522 v. Chr.
Portal Geschichte | Portal Biografien | Aktuelle Ereignisse | Jahreskalender | Tagesartikel

◄ |
7. Jahrhundert v. Chr. |
6. Jahrhundert v. Chr. |
5. Jahrhundert v. Chr. |
►

◄ | 540er v. Chr. | 530er v. Chr. | 520er v. Chr. | 510er v. Chr. |
500er v. Chr. |
►

◄◄ | ◄ | 525 v. Chr. | 524 v. Chr. | 523 v. Chr. | 522 v. Chr. |
521 v. Chr. |
520 v. Chr. |
519 v. Chr. |
► |
►►

## Ereignisse
- Juli: Nach dem Tod von Kambyses II. besteigt Dareios I. als Herrscher des persischen Achämenidenreiches den Thron. Kurze Zeit später brechen im Reich mehrere Aufstände der sogenannten „Lügenkönige“ gegen ihn aus.
- 3. Oktober bis 21. Dezember: Nabu-kudurri-usur III. regiert für drei Monate das Babylonische Reich als Usurpator, wird dann jedoch vom persischen Großkönig Dareios I. besiegt und getötet.
- Oroites, der persische Statthalter in Sardes, lockt Polykrates, den Tyrannen von Samos, in einen Hinterhalt und tötet ihn.

## Geboren
- 522/518 v. Chr.: Pindar, griechischer Dichter († nach 445 v. Chr.)

## Gestorben
- Juli: Kambyses II., persischer Großkönig
- Juli: Prexaspes, persischer Adeliger, Mörder des Bardiya
- 29. September: Gaumata, persischer Magier und möglicher Usurpator, möglicherweise auch der echte Bardiya
- 21. Dezember: Nabu-kudurri-usur III., babylonischer König, Usurpator gegen Dareios I.
- Polykrates, Tyrann von Samos